# Sint-Honorédoorgang
De Sint-Honorédoorgang (Frans: Passage Saint-Honoré) was een winkelgalerij in de Belgische stad Brussel.
De galerij lag tussen de Kiekenmarkt en de Kleerkopersstraat.
De passage van ongeveer 85 meter lang werd in 1962 gebouwd naar ontwerp van Jacques Cuisinier en Serge Lebrun.
In 2016 was de Sint-Honorédoorgang niet meer toegankelijk en was er ter plaatse een grote supermarkt en een verzekeringskantoor gevestigd.